# Nebiros
Nebiros è un demone immaginario, un personaggio dei fumetti pubblicati dalla DC Comics. Comparve per la prima volta in Swamp Thing n. 15 (gennaio 1975), e fu creato da David Michelinie e Nestor Redondo.

## Biografia del personaggio
Nebiros è un demone di 10.000 anni che fuggì dall'inferno grazie alle offerte sacrificali. Il suo impero crebbe e minacciò altri grandi poteri del tempo come Lemuria, Mu e Atlantide. I grandi stregoni della Terra si unirono per sconfiggere Nebiros, e bandirlo nella dimensione oscura.
Seimila anni dopo, Nebiros si impossessò del corpo di Swamp Thing con l'aiuto del deluso prete Jonathan Bliss. Quando Abigail Arcane e Matthew Cable distrussero il suo vascello globale, il suo spirito fu esorcizzato dal corpo di Swamp Thing e si impossessò del corpo del prete, che appassì sotto l'influenza del demone, mandandolo di nuovo sottoterra. Nebiros fu liberato anni dopo, da Dan Cassidy e fu sconfitto in Messico dall'alter ego demoniaco di Cassidy, Blue Devil e dalla maga Zatanna. Ancora una volta, Nebiros fu costretto a ritornare nel suo regno oscuro.
Nebiros ricomparve successivamente in Books of Magic e nella serie limitata Day of Judgement. Qui, fu l'ultimo demone dell'Inferno. Gli sforzi combinati di Etrigan e Asmodeo, fecero sì che quest'ultimo si fondesse con lo Spettro. Uno degli effetti collaterali, fu che il fuoco infernale uscì, l'Inferno si ghiacciò e i demoni invasero la Terra. Tutti eccetto Nebiros. Lui rimase indietro, nella Città di Dis, armato di quello che lui stesso definì il Tridente del Re delle Menzogne in persona. Un piccolo gruppo di eroi si avventurò in questa Città per rimettere i fuochi a posto. Sebastian Faust fece parte del gruppo. Faust ebbe dei poteri ottenendoli dallo stesso Nebiros, in un patto che non finì nel migliore dei modi, poteri destinati a suo padre.
Faust, utilizzando ossa che aveva comprato a Parigi, ricreò il demoniaco Blue Devil. In poche parole, Blue Devil rubò il tridente Nebiros e gli diede un calciò che lo fece volare. Un colpo lanciato da Firestorm tramutò l'acqua nel corpo del demone in cemento, apparentemente uccidendolo.

## Poteri e abilità
Nebiros ottenne il tridente da Blue Devil saltando da una dimensione all'altra. Essendo molto potente e quasi indistruttibile, Nebiros può manifestare un caos supernaturale e senza freni. Possiede un senso dell'onore, che è la sua unica debolezza.

## Curiosità
Il nome Nebiros appare nella scena finale del film Suspiria, di Dario Argento, inciso in caratteri dorati nel corridoio che conduce alla stanza segreta di Elena Marcos.